# Musée archéologique d'Izmir
Le musée archéologique d'Izmir est l'un des plus importants musées archéologiques de Turquie. Il est situé dans le district de Konak, dans la partie centrale de la ville d'Izmir.
Sur une surface d'exposition de 5 000 m2, il présente des artefacts du bronze à la période byzantine, avec quelques pièces de la période ottomane.

## Histoire
Le musée a été fondé en 1924 sur le site de l'église abandonnée d'Ayavulka, dans le quartier de Basmane. L'ouverture au public remonte à 1927, après un aménagement muséographique de trois ans. En 1951, il est transféré au pavillon de l'éducation nationale du Kültürpark (parc culturel), transformé en musée pour l'occasion. Le dernier déménagement a eu lieu en 1984, dans un bâtiment construit à cet effet dans le parc Bahribaba, à Konak.

## Collections
Le musée présente pour l’essentiel des objets découverts sur des sites antiques de l’Ouest de l’Asie Mineure, comme Bayraklı (l'ancienne Smyrne), Éphèse, Pergame, Milet, Aphrodisias, Clazomènes, Téos et Iasos.
Deux jardins, devant et derrière le musée, retracent l'histoire de l'Anatolie occidentale.

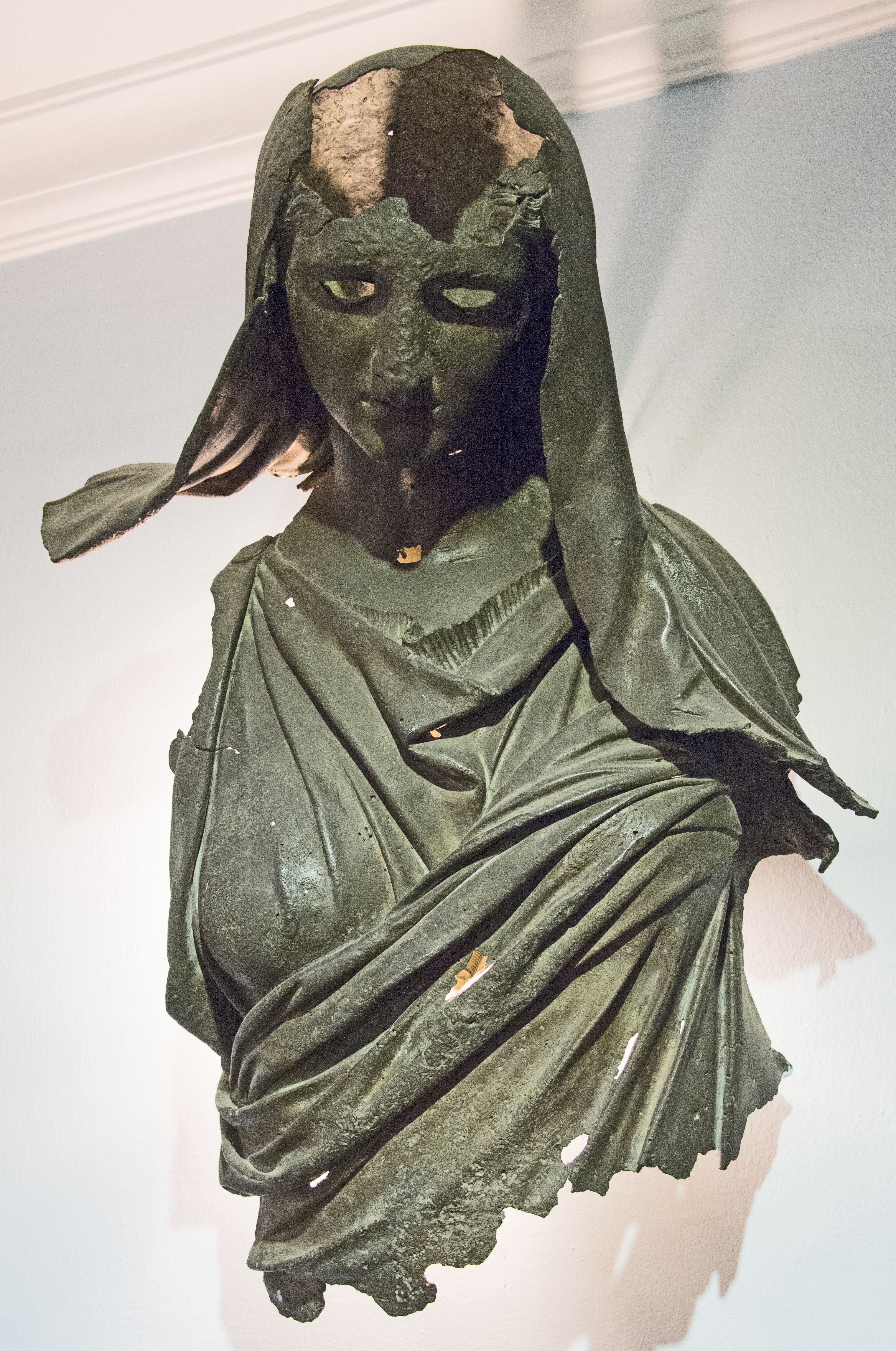
Déméter d'Halicarnasse. Bronze hellénistique découvert en mer Égée au large d'Halicarnasse (Bodrum). IVe siècle av. J.-C.
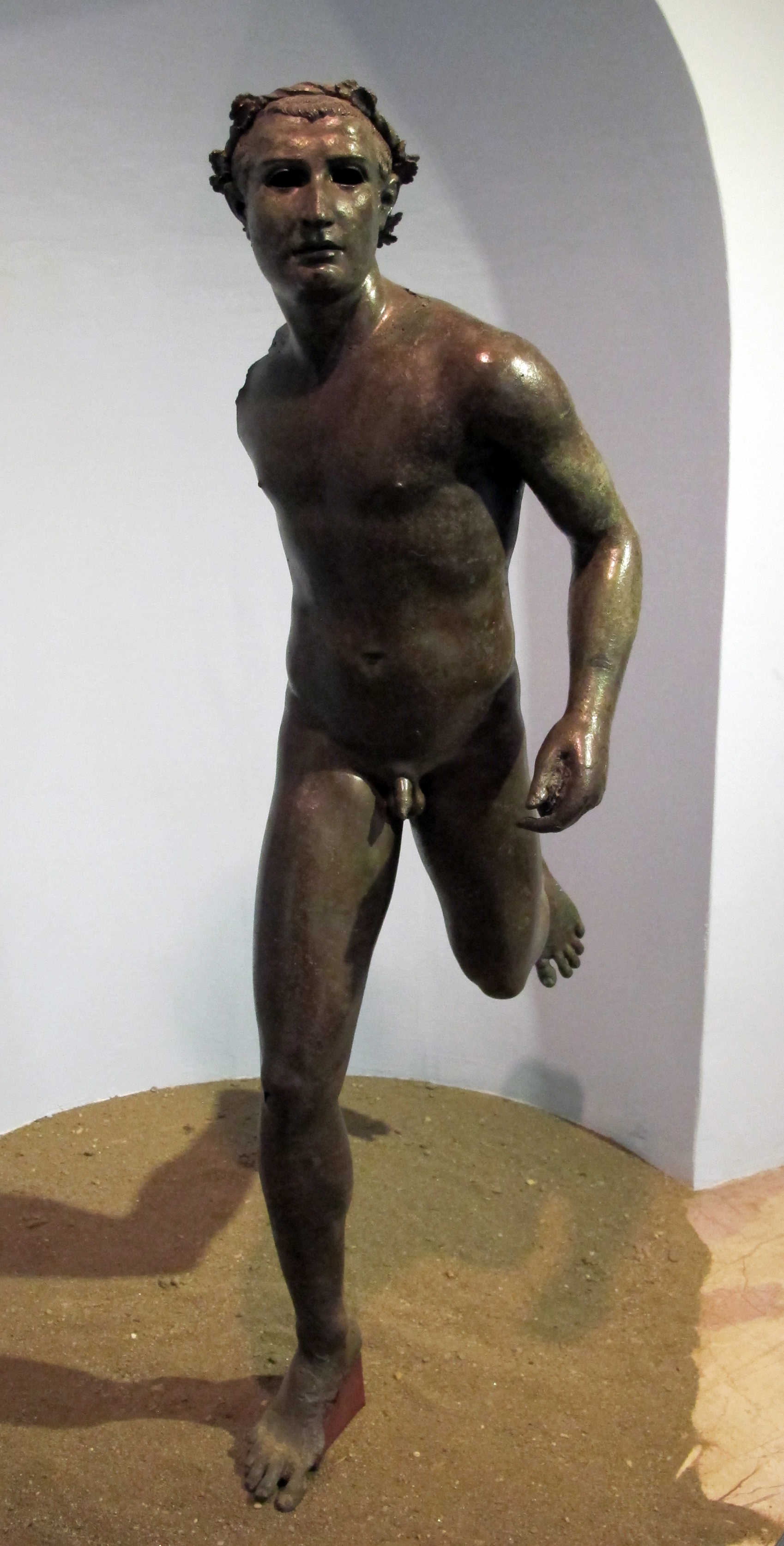
Coureur de Cymé. Bronze hellénistique découvert en mer Égée au large de Cymé. Vers -50/-30.
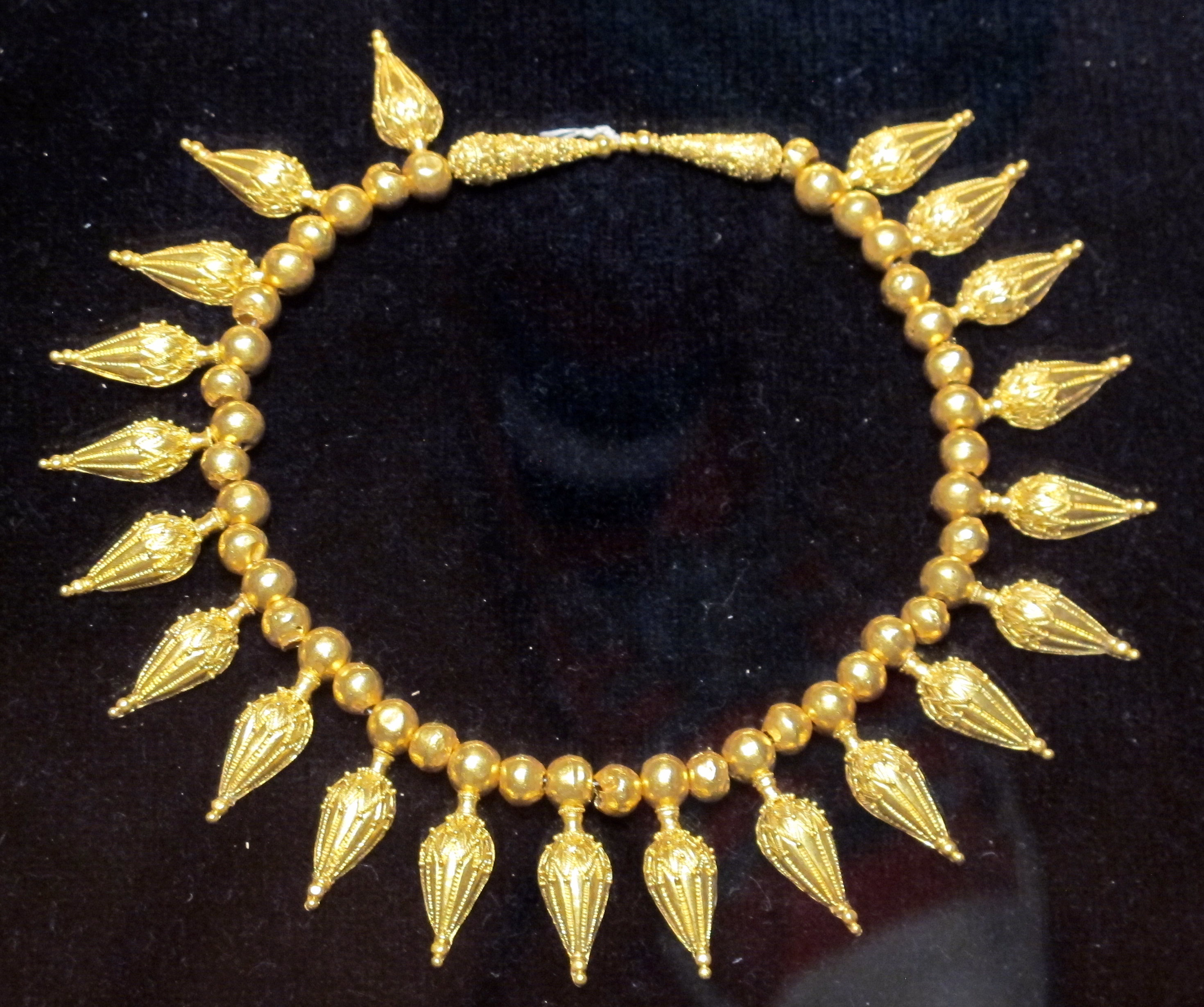
Bijoux grecs. Ve siècle av. J.-C.
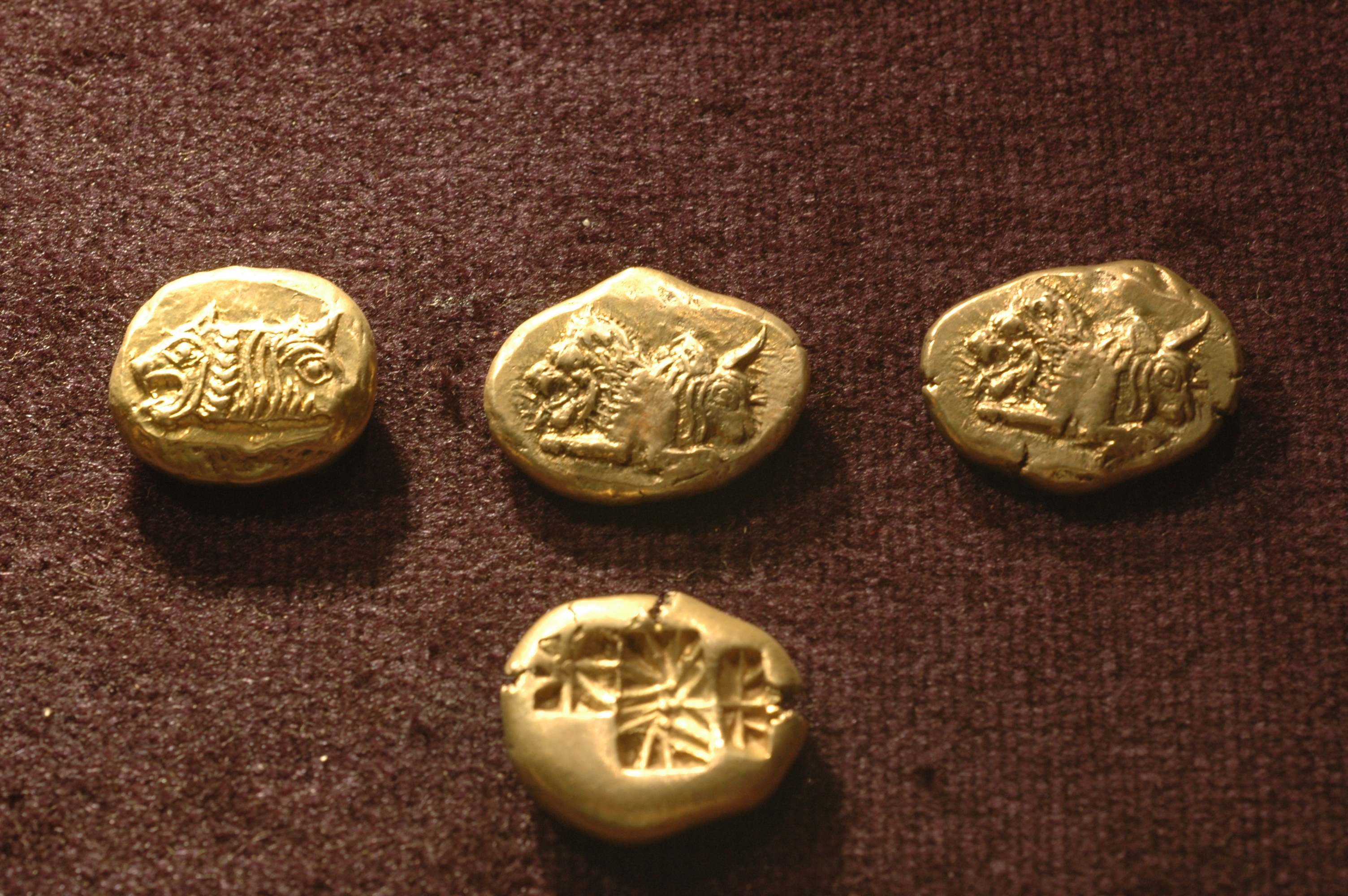
Trésor trouvé à Clazomènes. Statères en électrum, parmi les premières monnaies frappées au monde. Cités grecques de Lydie, VIe siècle av. J.-C.